# Сара Ахмед (феміністка)
Сара Ахмед (англ. Sara Ahmed; 30 серпня 1969) — британсько-австралійська вчена феміністка, чия галузь вивчення перебуває на перетині феміністської теорії, квір-теорії, критичної теорії раси і постколоніалізму. Її дослідження стосується того, як формуються тіла та світи; і як забезпечується влада та кидається виклик у повсякденному житті, так само як і в інституційних культурах. 
Сара Ахмед народилася у місті Солфорд (Англія). Її батько пакистанець, а мати - англійка. На початку 1970-х років зі своєю сім'єю Сара емігрувала до Аделаїди (Австралія). Ключові теми в її роботі це міграція, орієнтація, відмінність, незвичність і змішані ідентичності, безпосередньо пов'язані з деяким досвідом у молодості. Вона закінчила перший ступінь в Університеті Аделаїди й захистила докторську роботу у Центрі критичної та культурної теорії в Університеті Кардіффа.
Станом на 2019 рік живе в околицях Кембриджа зі своєю партнеркою, Сарою Франклін, яка є вченою в Кембриджському університеті.

## Кар'єра
З 1994 по 2004 рік Ахмед працювала в Інституті жіночих досліджень в Університеті Ланкастера й була однією з його колишніх директорок. У 2004 році її призначили на кафедру ЗМІ та комунікацій у Ґолдсмітському коледжі Лондонського університету, і вона була першою директоркою Центру феміністських досліджень, що був створений для консолідації феміністичних історій коледжу Ґолдсміт та допомоги у формуванні феміністського майбутнього у коледжі Ґолдсміт. Навесні 2009 року Ахмед стала завідувачкою кафедри жіночих досліджень Лорі - Нью-Джерсі в Університеті Рутґерса, а в Lent 2013 року — вона проводила дослідження на тему: "Справжні жінки: Фемінізм та історія волі" під керівництвом професорів з гендерних досліджень в Кембриджському університеті, Дайан Мідлбрук та Карла Джерассі. 2015 року вона була головною доповідачкою щорічної конференції Національної асоціації жіночих досліджень.
2016 року Сара була професоркою расових та культурних досліджень у коледжі Ґолдсміт, Лондонського університету, що раніше був членом Жіночих студій у Ланкастерському університеті. Сара пішла у відставку з посади у коледжі Ґолдсміт в знак протесту проти нездатності вирішити проблему сексуальних домагань. За словами Сари, вона сподівається, що продовжить брати участь у проекті, для того щоб проблема сексуальних домагань в університетах стала помітнішою, наприклад, працюючи з групою 1752. У своїй книзі „Про включення: расизм і різноманіття в інституційному житті“ (2012) Сара доводить, що людям потрібно працювати на університет, коли вони працюють в університеті.
Сара веде власний блог feministkilljoys [Архівовано 16 квітня 2019 у Wayback Machine.], який постійно оновлює. Блог доповнює її книгу „Проживаючи феміністичне життя“ (2017), що дає їй змогу донести до людей; пости у блозі стають розділами книги, а книга стає матеріалом для блогу. Термін „феміністська зануда“ став „ засобом комунікації“, способом донесення інформації до людей, які впізнали в ній щось зі свого власного досвіду».

## Кваліфікація
1991—1994 рр. — докторка філософських наук, Центр критичної та культурної теорії, Університет Кардіффа (відзнака 1995 р.) 1989—1990 рр. (З відзнакою) англійською мовою, Університет Аделаїди. (Першокласний)
1987—1989 рр. — Б. А. Університет Аделаїди (англійська, філософія та історія)

## Роботи
Сару Ахмед називають результативною письменницею. Один рецензент так прокоментував її роботи: «Небагато академічних письменників та письменниць, які працюють у контексті Великої Британії, сьогодні можуть дорівнятися до такої плідної роботи, як у Сари Ахмед, і ще менше можуть підтримувати постійно такий високий рівень, як у її теоретичних досліджень».
Наразі Сара Ахмед є авторкою восьми книг.

### Книги
Відмінності, які мають значення: феміністська теорія і постмодернізм
Опубліковано 1998 року Cambridge University Press
Дивні зустрічі: втілення інших у постколоніальності
Опубліковано в 2000 році компанією Routledge.
Культурна політика емоцій
Опубліковано 2004 року, друге видання 2014 року видано в Edinburgh University Press та в Нью-Йорку компанією Routledge.
Квір Феноменологія: Орієнтації, об'єкти, інші
Опубліковано 2006 року Duke University Press.
Ахмед часто зосереджується на суб'єкті орієнтації та орієнтації у просторі, особливо у зв'язку з сексуальною орієнтацією. У своїй книзі «Квір Феноменологія: Орієнтації, об'єкти, інші» Ахмед стверджує, що орієнтація стосується об'єктів та інших, з якими ми стикаємось обличчям, а також з простором, у якому ми живемо, і як саме ми живемо в цьому просторі. Ахмед поєднує квір феноменологію, як спосіб передачі того, що орієнтація перебуває в живому досвіді.
Обіцянка щастя
Опубліковано 2010 року Duke University Press. 2011 року цю роботу нагороджено книжковим призом FWSA за «майстерність і науковість в галузі фемінізму, ґендеру або жіночих досліджень».
Про включення: расизм і різноманіття в інституційному житті
Опубліковано 2012 року Duke University Press.
Навмисні предмети
Опубліковано Duke University Press.
Проживаючи феміністичне життя
Опубліковано 2017 року Duke University Press. Блог Сари Ахмед, «feministkilljoys [Архівовано 16 квітня 2019 у Wayback Machine.]», написано одночасно з «Проживаючи феміністичне життя» (2017).

## Визнання
Книжкова премія 2012 року від дослідницької мережі феміністок та жінок (FWSA), книга «Обіцянка щастя» за «майстерність та науковість у сфері фемінізму, ґендеру чи вивчення жінок».
Премія за круглим столом феноменології у 2010 році — за «видатний внесок у сферу феноменологічних досліджень».